# 岩崎卯一

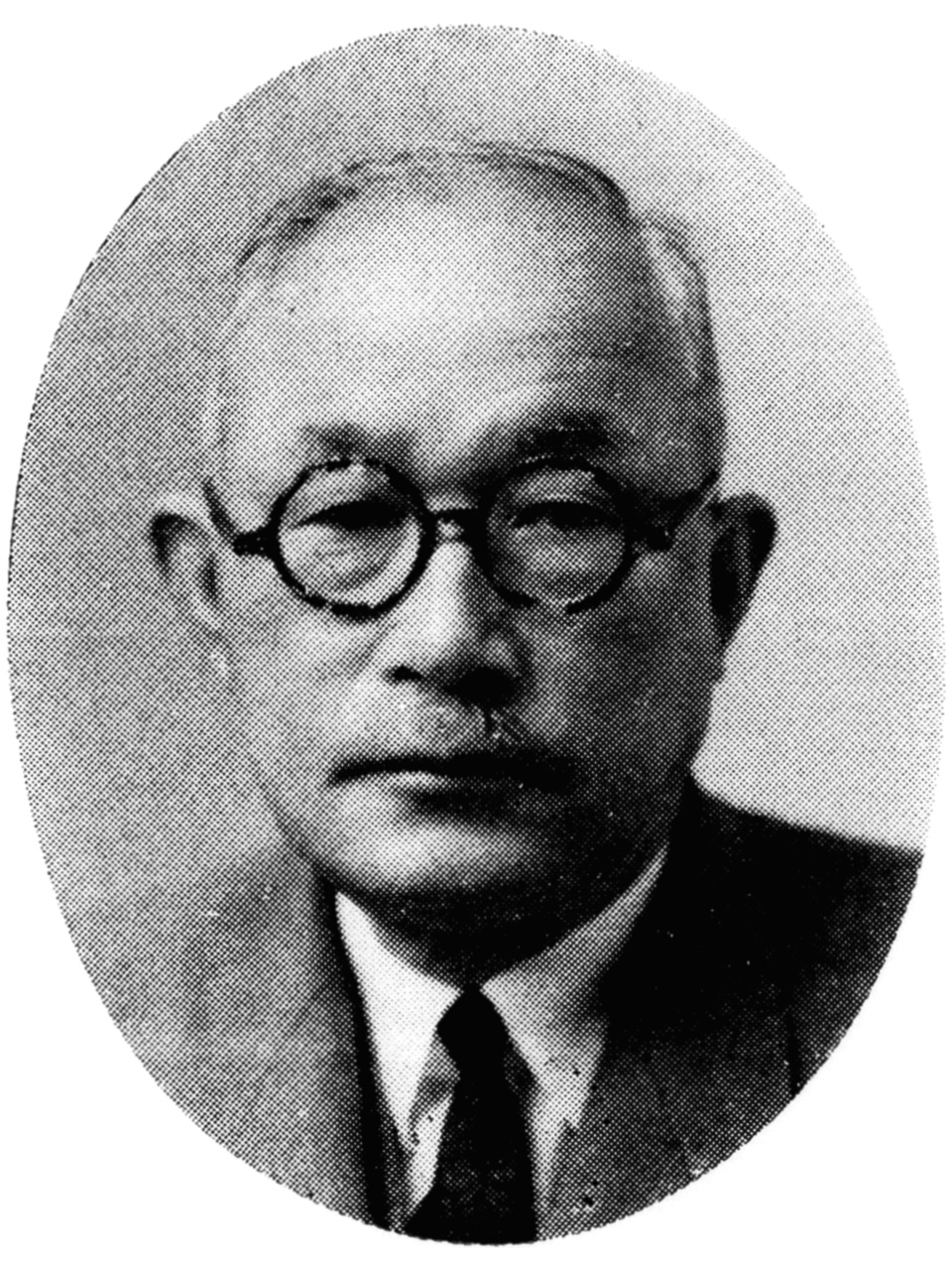
岩崎卯一

岩崎 卯一（いわさき ういち、1891年（明治24年）11月10日 - 1960年（昭和35年）6月8日）は、
大正-昭和期の社会学者、政治学者。関西大学第17・19・20代学長。 

## 略歴
佐賀県杵島郡武雄町生まれ。武雄町立高等小学校を卒業後、1908年（明治41年）に佐賀商船学校に進学したが、地元の有力者の勧めにより旅順夜学校に入学。しかし病を得て中退し、しばらく牟田万次郎（広滝水力電気専務）のもとに身を寄せていたが、鵜沢総明および原嘉道と面識を得たことがきっかけで法曹界に入ることを決意。神戸警察署で通訳を務めながら関西大学専門部法律学科に通い、在学中に弁護士試験に合格。1915年（大正4年）卒業後、関西大学初の留学生としてアメリカに派遣され、コロンビア大学で社会学および社会立法学を学び、ドクター・オブ・フィロソフィーの学位を得た。
1921年（大正10年）に帰国後、関西大学初の専任教授となった｡
1934年（昭和9年）初代法文学部長、1938年（昭和13年）初代図書館長を経て、戦後の1947年（昭和22年）、関西大学の出身者として初の関西大学の学長（第17・19・20代）となり、「関大ルネッサンス」「関大大家族主義」「正義を権力より護れ」などのスローガンを掲げて「新制関西大学」を牽引した。
また、同年6月10日、鳥養利三郎（京都大学学長）、湯浅八郎（同志社大学総長）、末川博（大阪大学総長）、神崎驥一（関西学院大学院長）とともに京都大宮御所に召し出され、御前で座談会形式により「最近の学内事情」について奏上を行った。
1958年（昭和33年）、心筋梗塞のため関西大学の学長を辞任。2年後に死去した。68歳。

## 主な著書
- 『社会学の人と文献』 刀江書院、1926年
- 『社会学序説』 刀江書院、1928年
- 『国家現象の社会的理解』 弘文堂、1942年
- 『国家の団体性』 弘文堂、1942年
- 『現代国家学説』 非売品、1957年
- 『社会学概論』 関西大学出版部、1957年